# Regalianus
(Publius Cornelius?) Regalianus byl uzurpátor římského trůnu, který se asi v létě roku 260 vzbouřil proti císaři Gallienovi v Illyriku, krátce po potlačení revolty Ingenuovy. O jeho původu a funkci se nic neví, známo je pouze jméno jeho manželky Dryantilly.
Podobně jako v případě Ingenua byla Regalianova vzpoura velmi rychle Gallienem potlačena, uzurpátor však stihl v Carnuntu vyrazit emisi vlastních mincí (legenda IMP. C. P. C. REGALIANUS AUG.).

## Prameny
- Aurelius Victor, Liber de Caesaribus 33, 2.
- Epitome de Caesaribus 32, 3.
- Eutropius 9, 8.
- Historia Augusta, Tyranni triginta 10, 8.
- Zonaras 12,24.